# Greaves-Lombardini
Greaves Lombardini is een motorfietsmerk uit India.
De bedrijfsnaam was: Greaves Cotton Co. Ltd., Bombay.
Het verhaal van deze Indiase dieselmotorfiets is enigszins ingewikkeld. De dieselmotor is eigenlijk een aggregaat van het Italiaanse Lombardini, dat in India in licentie geproduceerd wordt. Door dit aggregaat in het frame van een Indiase Royal Enfield Bullet te hangen werd een betrouwbare, goedkope maar wel trage motorfiets verkregen. Dit inbouwen moest aanvankelijk gewoon door een dealer of de eigenaar zelf gebeuren. Doordat de tractorfabrikant Sooraj in 1983 besloot kant-en-klare Bullet-Greaves Lombardini motorfietsen te gaan maken, ontstond het motormerk Sooraj.